# NGC 3083
NGC 3083 est une galaxie spirale située dans la constellation du Sextant. NGC 3083 a été découverte par l'astronome allemand Albert Marth en 1865.

## Caractéristiques
Sa vitesse par rapport au fond diffus cosmologique est de 6 779 ± 37 km/s, ce qui correspond à une distance de Hubble de 100,0 ± 7,0 Mpc (∼326 millions d'al).
À ce jour, une mesure non basée sur le décalage vers le rouge (redshift) donne une distance d'environ 80,300 Mpc (∼262 millions d'al). Cette valeur est à l'extérieur, mais compatible avec les valeurs de la distance de Hubble. Notons cependant que c'est avec la valeur moyenne des mesures indépendantes, lorsqu'elles existent, que la base de données NASA/IPAC calcule le diamètre d'une galaxie et qu'en conséquence le diamètre de NGC 3083 pourrait être d'environ 38,9 kpc (∼127 000 al) si on utilisait la distance de Hubble pour le calculer.
La classe de luminosité de NGC 3082 est I.